# 牧野诡事番外篇
《牧野诡事番外篇》是指源于天下霸唱小说《鬼吹灯》、改编自IP《鬼吹灯之牧野诡事》、有时亦被称为网剧《鬼吹灯之牧野诡事》番外篇的所有奇幻冒险影视作品的合称。每部作品的出品方、导演、主演可能有所不同。

## 作品列表
| 作品名             | 时间           | 出品方                                               | 播出平台 | 导演            | 演员                       | 剧情                                                                   |
| 牧野诡事之金豹子   | 2017年12月播出 | 吉吉向上， 奇树有鱼                                  | 爱奇艺   | 黄羿            | 赵杰、陈宥宸、王十一、叶峰 | 以金豹子古墓大战为开端，讲述了一个地宫探险故事。                       |
| 牧野诡事之神仙眼   | 2018年7月播出  | 吉吉向上， 奇树有鱼                                  | 爱奇艺   | 黄羿            |                            | 一个盗墓者从古墓中带回一名女子后，产生感情的故事。                     |
| 牧野诡事之秦岭龙窟 | 2020年5月播出  | 吉吉向上， 奇树有鱼                                  | 优酷     | 郑凯君          | 于雷、方星野、康恩赫       | 发丘一族后人张赢川为救进入千年古墓探秘的侄女小野，而与掘子军抗衡。     |
| 牧野诡事之卸甲虎王 | 2020年7月开机  | 天津吉吉向上影业、北京河流文化传媒有限公司等多家公司 |          | 路云飞          | 魏巍、余澜、李世鹏         | 未知                                                                   |
| 牧野诡事之观山太保 | 2021年10月播出 | 向上影业， 理想铸造                                  | 爱奇艺   | 刘轩狄， 张珂文 |                            | 民国古镇的诡谲与千年地宫“九馆”之谜                                     |
| 牧野诡事之寻龙     | 2021年11月播出 | 向上影业， 文创天合等多家公司                        | 腾讯视频 | 李冯            | 应昊茗， 汤敏              | 民国初年鬼仙石重现世间，小木匠胡不昧和“女骗子”朱砂一起摸金并产生情愫。 |
| 牧野诡事之搬山道人 | 2021年5月开机  | 企鹅影视、向上影业、北京礼想境界影视传媒有限公司     |          | 陈聚力          | 袁福福、何泓姗、周晓鸥     | 讲述了搬山魁首鹧鸪哨与搬山一派共同涉险探宝寻找雮尘珠的故事。           |

### 作品介绍
- 《牧野诡事之金豹子》介绍（豆瓣） （页面存档备份，存于）

- 《牧野诡事之神仙眼》介绍（豆瓣）[]

- 《牧野诡事之秦岭龙窟》介绍（豆瓣） （页面存档备份，存于）

- 《牧野诡事之卸甲虎王》介绍（豆瓣） （页面存档备份，存于）

- 《牧野诡事之卸甲虎王》介绍（豆瓣） （页面存档备份，存于）

- 《牧野诡事之寻龙》介绍（豆瓣） （页面存档备份，存于）

- 《牧野诡事之观山太保》介绍（豆瓣） （页面存档备份，存于）

- 《牧野诡事之搬山道人》介绍（豆瓣） （页面存档备份，存于）

### 观看地址
- 《牧野诡事之金豹子》观看地址（爱奇艺）

- 《牧野诡事之神仙眼传》观看地址（爱奇艺） （页面存档备份，存于）

- 《牧野诡事之秦岭龙窟》观看地址（优酷） （页面存档备份，存于）

- 《牧野诡事之寻龙》观看地址（腾讯视频） （页面存档备份，存于）

- 《牧野诡事之观山太保》观看地址（爱奇艺） （页面存档备份，存于）